# Bonszai

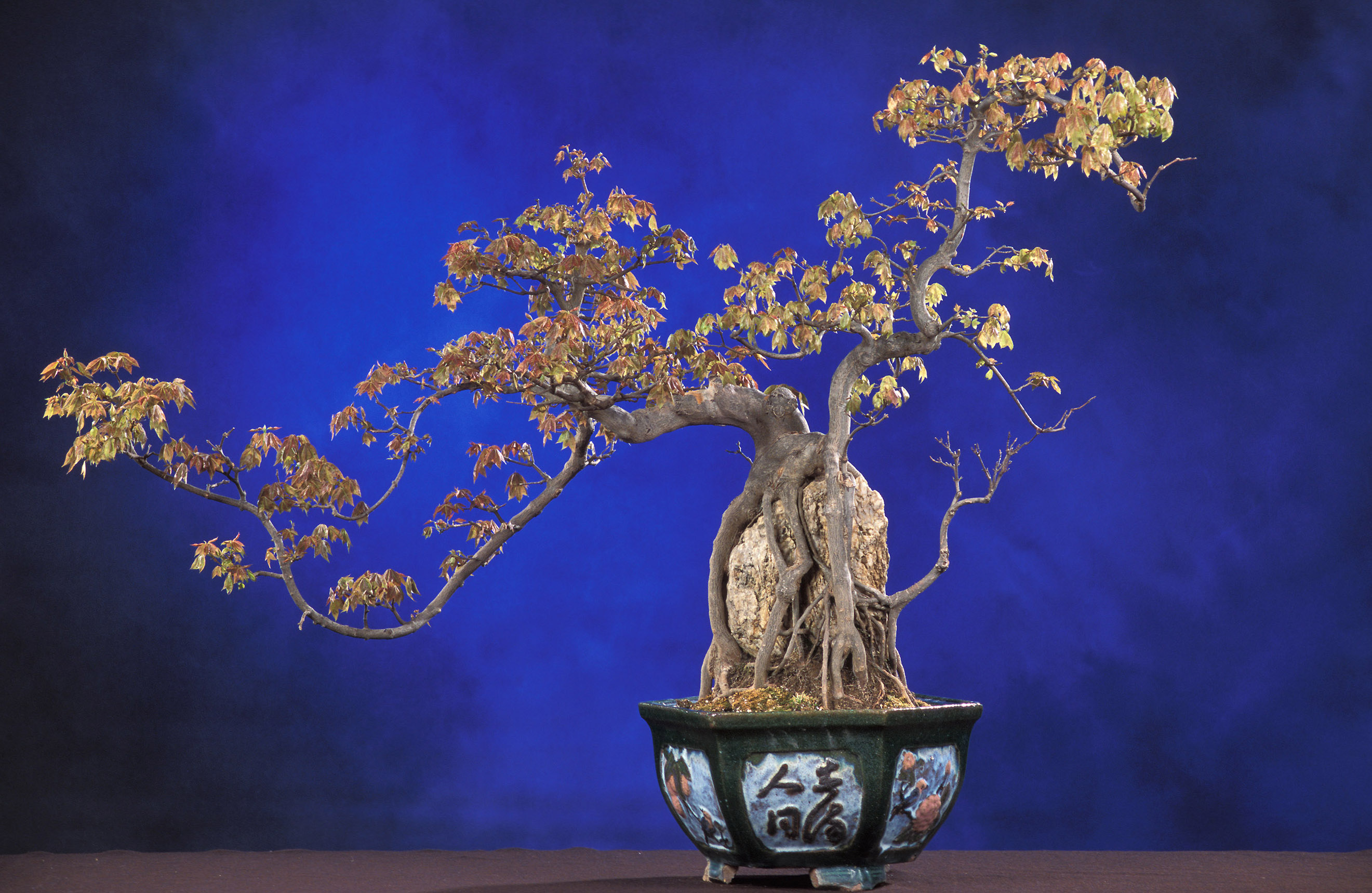
Egy sziklára ültetett háromágú juharfa bonszai

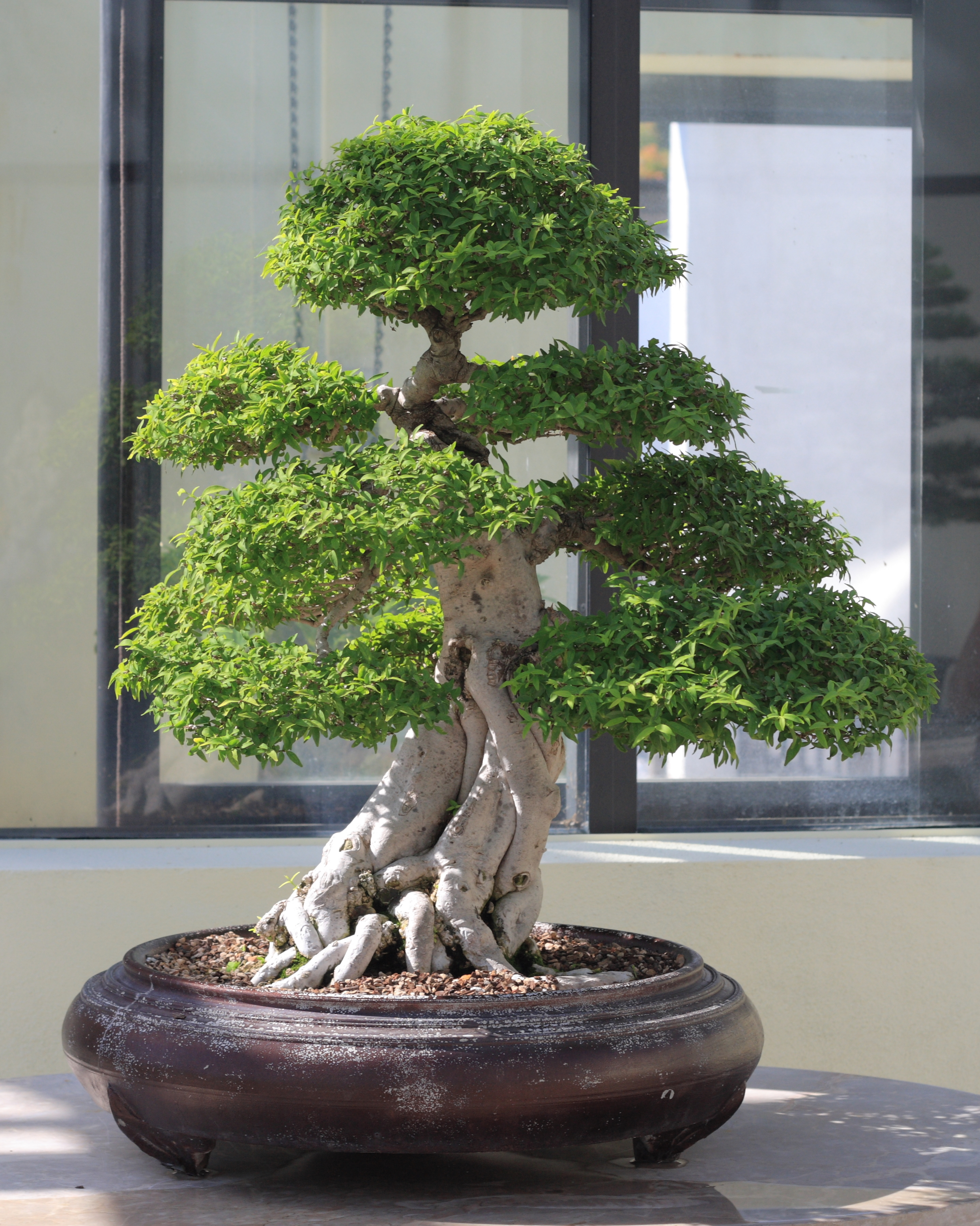
Vízi jázmin bonszai

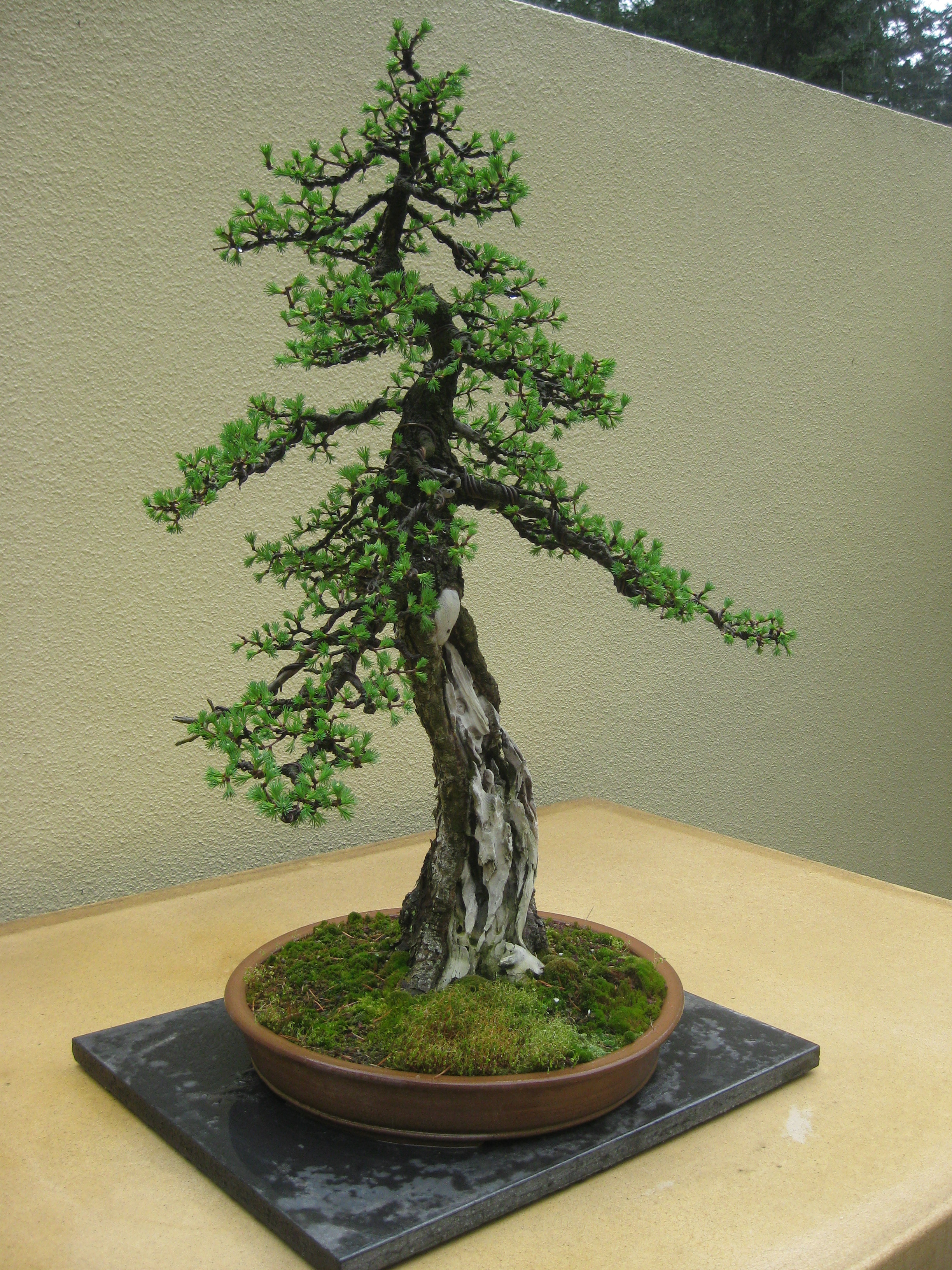
Amerikai vörösfenyő (Larix laricina) bonszai

A bonszai (japánul: 盆栽, lapos tálban nevelt fa, bon=edény, tál, szai=növény) mesterségesen, művészien alakított, formára metszett, esetleg hajlított fa. Nevezik tálas kertészkedésnek is, mivel a legismertebb formája a kis méretű, tálkákban nevelt és alakított fák tartása. Általánosan elterjedt tévhit, hogy a bonszai egy növényfaj. Ezzel szemben elvileg bármilyen fás szárú kétszikű növényből lehet bonszait nevelni, természetesen ennek azért korlátot szabnak az illető faj morfológiai jellemzői, például a túl nagy levélméret, az ágelágazások hiánya, vagy a túl nagy távolság a rügyek között stb. Másik tévhit, hogy a bonszai szobanövény. Ez csak a trópusi-szubtrópusi fajokból kialakított fácskákra igaz és ezekre is csak a saját természetes élőhelyükön uralkodó klimatikus viszonyokat megközelítő körülmények között. Megjegyzendő, hogy ezen fajok némelyikének életben tartása éppen speciális igényei (magas és kiegyenlített hőmérséklet, magas relatív páratartalom) miatt egy átlagos magyar lakásban szinte reménytelen vállalkozás.

## Története
Már a Tang-dinasztia idejében is ismerték a bonszait. Eredetét sokszor az ókori Kínának tulajdonítják, ahol, úgy hisszük, a gyógyítók ilyen módon szállították gyógynövényeiket. Régen a stílusosan megformált törzseken volt a hangsúly, amiket főleg állat- vagy misztikus figurák formájára alakítottak. Néhány ilyen darab máig is fennmaradt és nagy értéket képvisel.
A japánok a bonszait a kínai stílusból vették át és az uralkodói nagykövetség hozta „divatba” Japánban (7–9. század). A Kamakura-korból származó penjing a Heian-kori szokásokra hivatkozik és néhány papírtekercsre lett feljegyezve (megrajzolva). A Muromacsi-korban a penjing Japánban különféle formákat öltött. Csakúgy mint a japán kert, ez is átvette a „vabi-szabi” művészformát. Ebben az időben a bonszai még csak egy kiválasztott társadalmi réteg képviselőinek szórakozása volt. Az Edo-korban a bonszai nevelése már a daimjó, szamuráj, kereskedő és városlakó réteg számára is elérhetővé vált. A bonszai-cserép népszerűvé válását követően sok fazekasmester szakosodott kimondottan e típusú áru készítésére. Azt mondják, hogy a „bonszai” szó használata e szakaszban kezdődött. Sok japán fametszeten szerepel.

## Stílusok
Nem minden tálba ültetett, kis termetű növény (fa) bonszai. Ahhoz, hogy egy fából valóban bonszai váljék, valamelyik tradicionális stílus jegyeit kell hogy viselje, ennek eléréséhez évek türelmes alakító munkájára van szükség. Szerencsére az évszázadok során számtalan stílus alakult ki, így ha egy fácska arányos és esztétikus, majdnem biztos, hogy valamelyik ezek közül ráillik. Az alábbiakban a teljesség igénye nélkül a leggyakoribb stílusok rövid ismertetése következik.   
A stílusokat csoportosíthatjuk a törzs alakja-száma, a korona alakja, a gyökérzet és az elrendezés szerint.

### I. A törzs alakja szerint

#### Csokkan
(Egyenes stílus) A fokozatosan vékonyodó törzs egyenesen felfelé nő, az ágak körben szabályosan helyezkednek el. A gyökérzet (lehetőleg) körben szépen látható. Ilyen stílusú fákat, főleg fenyőket láthatunk a természetben szabad területeken.
A törzs felfelé vékonyodjon. Az ágak is egyenesek legyenek, a fa minden irányába nézzenek, de a nézőkkel szembe nem nőhet. Az ágak közel vízszintesek legyenek. A fa körvonala szabálytalan háromszöget alkosson. A fán gyakran képezünk ki elszáradt, kifakult csúcsokat, ezeket „dzsin”-nek nevezik. Ennél a stílusnál gyakori hiba, hogy a fa túl magas a törzs vastagságához képest.
A fenyőfélék zöme alkalmas erre a stílusra, a lombos fák közül a juhar, bükk, gyertyán.

#### Mojogi
Kissé hajlott, kanyargó törzsű fa. Az ágak és a törzs esetleg kissé
csavarodhatnak. A gyökérzet itt is szimmetrikus. Kialakítása nem nehéz, de a szabályok betartása igen fontos. A törzs „S” alakban görbüljön, de ne csak síkban, hanem a tér minden irányába. Sok kanyar és különösen, ha azok erősek, az rontja a fa megítélését. A fa csúcsa a törzs kiindulópontja fölé essen. A törzs fokozatosan vékonyodjon. Az ágak a törzs görbületének a külső részéről induljanak ki. Az ágakat szintén „S” alakúra neveljük. Az alsó ágak legyenek a legerősebbek, a magasabban levők pedig vékonyabbak és rövidebbek. A törzs jelentős része és az ágrendszer látható legyen. A lombkorona egy szabálytalan háromszög alakba legyen foglalható. A törzs a fa magasságának 1/3-a legyen, innen indulhat az első ág.

#### Bankan
Nagyon görbe, feltekeredett törzsű fácska. A gyökérzet egyaránt lehet szimmetrikus, vagy aszimmetrikus.

#### Nedzsikan
Itt a törzs mintha meg lenne csavarva, vannak olyan fajok amelyek eleve csavarodottan nőnek, de a csavarodás lehet mesterségesen előidézett is. A gyökérzet itt is szimmetrikus.

#### Sakan
(Elhajló) Az egyik irányba határozottan megdőlt fácska, az ágak mindkét oldalon (elcsúsztatva) megtalálhatók. A gyökérzet a dőlést egyensúlyozandó, az ellentétes oldalon fejlettebb. A dőlésszög akár 45 fok is lehet. Az ágak vízszintesen helyezkedjenek el, tehát ha egy egyenes fát ferdén ültetünk be az helytelen. Gyakran ültetik ovális edénybe. A gyökerek láthatóak legyenek, és olyan látszatot keltsenek, hogy a fa biztosan támaszkodik a földben. Az ágrendszerre és a lombozatra ugyanazok a követelmények, mint az egyenes stílusokra. A törzs lehet egyenes vagy kissé görbült.

#### Kengai és han-kengai
Han-kengai stílusú bonszai. A törzs közel vízszintes. A természetben akkor alakul ki ez a forma, ha a sziklán áll vagy víz fölé nyúlik. Bonszai esetében a törzs határozottan vízszintes hatást keltsen, még ha a törzse kissé az edény pereme alá hajlik is. A kiemelkedő gyökerek ellensúlyozzák a törzset. Sok fa alkalmas erre a stílusra.
Kengai stílusú bonszai. A törzs lecsüngő növekedésű. A meredek hegyoldalon vagy sziklán élő fák jellegzetes formája, melyet elsősorban a szél alakít ki. A határozottan lefelé növő bonszai törzse többnyire az edény aljánál jóval mélyebbre nyúlik. Sok faj nevelhető így, ha nem kifejezetten felfelé törőek.

#### Bundzsin
(Aszkéta, vagy festői) Nem könnyű meghatározni a bundzsin stílust, mert felrúg sok bonszaiszabályt. Az biztos, hogy az ebben a stílusban nevelt fák olyan karcsúk és kecsesek, mint azok a kínai festményeken lévő, amelyekről a nevüket kapták. A bundzsin stílusban nevelt fa törzse általában többször csavarodik, kanyarodik. A természetben az ilyen fák gyakran a tengerparton élnek vagy olyan helyen, ahol fel kellett küzdeniük magukat a többi fa között a napfényre. Emiatt lombkoronájuk csak a magas törzs csúcsán alakul ki. A legtöbb fenyőfélét bonszaiként nevelhetjük ebben a stílusban.

### II. A törzsek száma szerint

#### Tankan
Egytörzsű.

#### Szokan
A természetben az egyik törzs általában kisebb, mint a másik. A keleti bonszainevelők ezt "apa és fia" vagy "anya és lánya" stílusnak hívják. A bonszainal is törekedjünk erre a hatásra, hogy elkerüljük a csúzliágas formát. Gyakran egy alacsony ágból is kialakíthatjuk a második törzset. Három vagy több törzs esetében is hasonló szabályok érvényesek.

#### Szankan
Háromtörzsű. A törzs a tövénél háromfelé ágazik el. A gyökérzet általában itt is szimmetrikus.

#### Gokan
Öttörzsű. A törzs a tövénél öt felé ágazik el. A gyökérzet általában itt is szimmetrikus.

#### Kabudacsi
Közös tőről eredő, sűrűn álló sok törzsű növények.

### III. A gyökérforma alapján

#### Neagari
Az ilyen bonszai gyökérzete a talajból kilátszik. A csupasz gyökerek azt az érzetet keltik, mintha a növénynek hosszú évek szélsőséges időjárását kellett volna átvészelnie.

#### Necuranari
A soktörzsű növény különállónak tűnik, pedig közös, valaha elfektetett tövük a talaj alatt kígyó alakban húzódik. Erre a stílusra legalkalmasabbak a hajlékony ágú és törzsű fák, mint a tiszafa vagy a fenyők, sarjakat hozó fajok, mint például a szil.

#### Ikadabuki
"Csónak", vagy "tutaj".Több törzses növény, hasonló a necuranarihoz, de míg ott a törzsek görbe vonalon helyezkednek el, itt ez egyenes.

### IV. A korona alapján

#### Hokidacsi
Egy fejre állított japán seprű adta az ötletet ehhez a bonszaistílushoz. Jellemző rá, hogy az egyenes törzs jól kiegyensúlyozott, boltozatos ágrendszert tart. A hokidacsi stílusban kialakított fák legjobban télen télen mutatnak, amikor ágait nem takarják el a levelek. Ideális természetes környezetben a fenyőfélék szabályosan felfelé növő fák, de a juharok, szilfák és több más finom ágrendszerű lombhullatófa is valószínűleg seprű alakúvá fejlődik. Ezt a visszafogott, klasszikus stílust talán a legnehezebb elérni a bonszaiban. Ha mégis ki szeretnénk próbálni, legjobb, ha finom ágú fát választunk, például juhart.

#### Fukinagasi
Szélfútta stílus. Mintha az állandóan egy irányból fújó szél döntené meg a fát, az ágak is e szerint egy irányba rendezettek. A gyökérzet a dőlést egyensúlyozandó, itt is az ellentétes oldalon fejlettebb.

#### Szasieda
Elnyúló. A törzs itt is felfelé nő, de egy főág különválik, és oldalra elnyúlik valamelyik irányba. A gyökérzet többnyire itt is szimmetrikus.

### V. Az ültetés elrendezése szerint

#### Josze-ue
Erdőcske. Több különálló növényt ültetünk szépen összeválogatva, amolyan erdőszerű elrendezésben. Ha egy közös gyökérből eredő törzsekből készítik, akkor kabudacsi a neve.

#### Szekidzsodzsu
Kőre ültetés. A növény gyökerei egy követ ölelnek és úgy futnak le a tálba.

#### Isicuki
Kőbe ültetés. A növény egy szikladarabból nő ki. A gyökerek a kő repedéseiben nőnek és (láthatóan) nem érik el a talajt.

#### Szaikei
Tájképi stílus.
Kövek, sziklák, kisebb-nagyobb növények felhasználásával kialakított miniatűr tájkép.

## Alakfák
Ezek nagy méretű bonszaik, melyeket szabad földben tartanak és leginkább formára nyírással, esetenként kötözéssel alakítanak. De leginkább a drótozás vált általánossá.

## Technikák
Sok időt és törődést igényel.
Tapasztalt kertészeknek ajánlott!

## Tartásuk
Általában szabadban, asztalon vagy egyéb állványon tartják őket télen-nyáron, de gyakran lakásban, amelynek klímája egyáltalán nem, vagy csak alig hasonlít az eredeti élőhelyükéhez.

## Ápolásuk

### Öntözés
Mivel lényegesen kisebb gyökérzettel rendelkeznek, mint a szabadban élő társaik, fontos, hogy ne száradjon ki a földjük. Ezért nagy nyári melegben ha szükséges, akár naponta kell öntözni, némely fajt permetezni. A rügyekre különösen ügyelni kell, mert ha víz éri őket, a bonszaink elsorvadhat, vagy visszafejlődhet.
Fontos, hogy fürdessük is, de mértékkel.
Figyelni kell arra is, hogy a szabadtéri és a szobai bonszaik öntözési igényei különböznek.
A melegebb időszakokban, főleg nyáron inkább este öntözzünk, mert éjjel nem párolog el annyi nedvesség a talajból, így a növény több folyadékhoz jut. Ügyelni kell a talaj jó vízelvezető képességére, mert a pangó víz tönkreteszi a növényt.

### Teleltetés
Fontos hogy figyelembe vegyük a fa teleltetésénél az eredeti élőhely tulajdonságait. Fikuszoknak, egyéb trópusi, szubtrópusi növényeknek ezért szinte nincs is szükségük téli pihenőre, de az Európában őshonos fákat – pl tölgy, vagy bükk – a szabadban (a kert egy árnyékos területére helyezve) kell teleltetni, mert ezeknek a fajoknak szükségük van a téli mély nyugalomra. Gyökérzónájukat a kemény fagyoktól takarással védjük, erre a célra bármely laza szerkezetű természetes anyag megfelel. Legkézenfekvőbb a falomb, vagy faforgács.

### Drótozás
A fiatal, még rugalmas ágak köré drótot tekerve, az ágakat megfelelő formára hajlítva, azok ezt a formát megtartva fásodnak el. A bonszai drót egy réz bevonattal ellátott alumínium drót, melyet speciálisan hőkezelnek a könnyű hajlíthatóságért. A réz bevonat amiatt kerül fel rá, hogy színében jobban illeszkedjen a fákhoz.
A drót feltekerésénél ügyelni kell arra, hogy se túl laza, se túl szoros ne legyen.
A drótot vagy a törzsön, vagy egy közelben lévő másik vastagabb ágon rögzítsünk.
A drótozást rendszeresen tartsuk szemmel, nehogy bevágódjon a kéregbe, súlyos esztétikai hibát okozva ezzel.

### Szerszámok
Rengeteg speciális, direkt a bonszaikhoz való szerszám alakult ki idővel. Ezekből kezdetnek szükségünk lesz egy nagyobb méretű bonszai ollóra, egy hosszú szárú rügyollóra, egy ferde ágvágó fogóra és a drótok eltávolításához egy drótvágó fogóra. Utóbbit kezdetben helyettesíthetjük egy kisebb méretű, jó minőségű oldalcsípő fogóval is.

### Talaj és tápanyagok
A fiatal növényeket évente, az idősebbeket 2-3 évente, a gyökerek fejlődésének megfelelően ültessük át.
Fenyőfélék esetében ne távolítsuk el az összes föld mennyiséget, mert a növénynek szüksége van a gyökerei körül kialakult gombákra. Ezek nélkül bonszaink bele is pusztulhat az átültetésbe. Lombos fák esetében a teljes földmennyiséget eltávolíthatjuk. A gyökerek kiszabadításához használjunk gyökérkapircsot.
A föld összetételét mindig az adott növény igényeihez igazítsuk. Fontos az ültetőközeg ph értéke és vízáteresztő képessége. A bonszai föld 3 fő összetevője a tőzeg, a homok és az agyag. Savanyú talajt kedvelő fák esetében a keverék nagyobb százalékban tartalmazzon tőzeget. A kötöttebb talaj több agyagot tartalmaz, mint a jó vízáteresztő képességű homokos közeg.
A bonszai fákat szerves és műtrágyával trágyázhatjuk.
Fontos hogy ne trágyázzuk túl. Szerves trágyaként legjobb az ültetés közben szarulisztet keverni a közeghez. A műtrágyázást 1-2 hetente óvatosan adagoljuk a növekedési időszakban.

### Tálak, tárolók
A bonszaiknak különleges bonszai tál kell, érdemes eredetit venni.
A bonszai összképének az edény legalább olyan fontos része, mint maga a növény. A nevelők általában a fa kialakítása után választják a tartót úgy, hogy a kettő harmonizáljon színben, alakban, méretben. A választást gyakorlati és esztétikai tényezők befolyásolják.
Gyakorlati tényezők: Az edénynek elegendő talajmennyiséget kell megtartania, hogy a gyökerek egy vagy két évig zavartalanul fejlődhessenek. Fagyálló legyen, és kellő számú vízelvezető nyílást tartalmazzon. A bonszaitartók általában sekélyek, de néha mélyebbet is használhatunk. Erre akkor lehet szükség, ha a fa sok vizet igényel. Soha ne próbáljuk azzal megtakarítani az öntözési időt, hogy túl nagy edényt választunk.
Esztétikai szempontok: A legfontosabb szabály, hogy a cserép vizuálisan egyensúlyban legyen a fa magasságával és szélességével.

### Gyakoribb bonszai növények
Japán selyemfenyő (Pinus parviflora), japán fenyő (Pinus thunbergii), kínai boróka (Juniperus chinensis), japánciprus (Cryptomeria japonica), ujjas juhar (Acer palmatum), háromerű juhar (Acer buergerianum), kínai szil (Ulmus parvifolia), japán gyertyánszil (Zelkova serrata), díszcseresznyék (Prunus hibridek).
Természetesen ez nem azt jelenti, hogy csak ilyen fákból lehet bonszait nevelni. Nagyon sok, Európában honos fafajtából is lehet, például gyertyánból (Carpinus betulus), tölgyfafélékből (Quercus), mezei juharból (Acer campestre), bükkből (Fagus) stb.

## Bonszainevelésre alkalmas fajok
Számos fafajta megfelelő bonszai előállítására.

### Acer buergerianum
Azaz a háromerű juhar. A fa lombhullató, gyakran ültetik városokban utcasorfának, mivel jól tűri a levegőszennyezést. Levélzete friss, zöld színű, ősszel narancssárgára, pirosra színeződik. Gyökerei nedvességtartalma igen magas, emiatt télen védelmet igényelnek. Az összes bonszaiméretre, és stílusra nevelhető. Nevelése során fontos, hogy mindig elegendő napfény érje, óvni kel a fagyoktól, és naponta szükséges öntözni.

### Acer palmatum

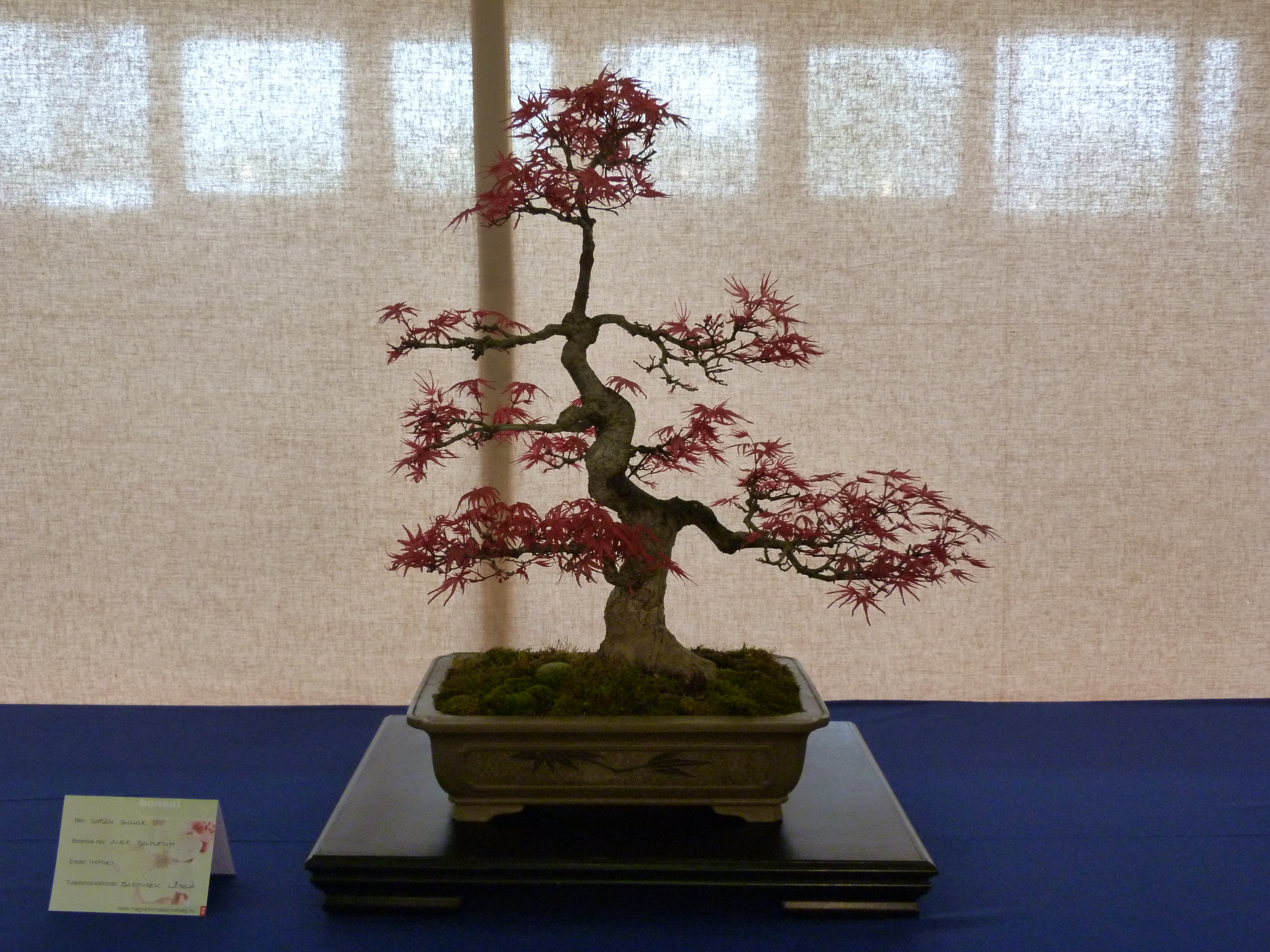
Japán juhar

Japán juhar. Számtalan remek tulajdonsága teszi a japán juhart az egyik legkedveltebb, klasszikus bonszainövénnyé. Jól viseli a bonszainevelést, szép ágrendszere, kecses formája, többnyire ötkaréjú levele és évszakonként változó (a tavaszi zöldtől az őszi vörösig és rozsdabarnáig) lombszíneződése egyaránt bizonyítja ezt. Az idősebb egyedek kérge ezüstössé válik. Ezt a Kínában és Koreában is honos fát Japánban már évszázadok óta termesztik, s ma már több mint 250 fajtáját állították elő.

### Arundinaria
Az elegáns nádfüvek keleties hangulatot kelthetnek bármely kertben, ahogy leveleik legenyhébb fuvallatban is rezegnek. Kínából és Japánból származnak. Gyakran tévesen idesorolják a japánszentfát (Nandina domestica), pedig az a borbélyfélékhez tartozik (Berberis). Bonszainak leggyakrabban a nádfüvet (Arundinaria), a törpe bambuszt (Sasa) és a botnádat (Phyllostachys) nevelik. Általában csoportosan, bambuszligetet ábrázolva vagy más növények kihangsúlyozására, kiegészítésre ültetik.

### Betula nana
Ősszel a törpe nyír levelei telt aranyszínűre változnak. Télen a vesszői igen dekoratívak, rézszínű, fényes törzse pedig egész évben szépen mutat, csakúgy, mint a közönséges nyír (Betula pendula) fehér törzse. Mindezek a tulajdonságok rendkívül alkalmassá teszik a törpe nyírt bonszai nevelésére, bár a kertben, metszés nélkül könnyen össze-vissza növő fává alakul. Az északi területeken honos, így jól viseli a szélsőségesen hideg körülményeket, egészen az északi sarkkörig. A jégmentes magas hegységekben is előfordul, ahol csak három hónapig tart a hó.

## A fa helye az edényen belül szintén meghatározza a kettőjük viszonyait.
Ovális vagy téglalap alakú konténer esetében a legtermészetesebb hatást úgy érhetjük el, ha a fát nem középre, hanem 2:1 arányban az edény egyik oldalához közelebb ültetjük. Az elülső és hátsó szélétől nagyjából azonos távolságban lehet a növény. Ha a fa alsó ága erőteljesen kinyúlik balra, az egyensúly kedvéért a fát a tál másik széléhez közelebb helyezzük el. Az oldalra dőlő törzsnél arra ügyeljünk, hogy a fa csúcsa az edény közepével kerüljön egy vonalba.A bonszai tartója belül máztalan, kívül lehet mázas vagy máztalan. A máztalan, földszínű cserepek általában szebben mutatnak, mint a harsogó színű edények, bár néha a gondosan megválasztott szín fokozza a pompás virágok vagy a ragyogó őszi lombozat hatását. Egyes bonszaikhoz jól illik a finoman fényes, foltos kerámiamáz.
A cserép stílusa
Főleg külföldön egész sor tartóedény kapható a bonszaira szakosodott boltokban. Az edények nagy része Japán Tokoname vidékéről és Kínából származik. A tervezők érdekes cserepeket alkotnak szerte a világon. A főbb alakzatok a kerek, ovális és szögletes. A festett dekorációjú edények nem illenek az erdei fákhoz, azok inkább dísztelen, földszerűt igényelnek.
Egyre több bonszai tál kapható már az itthoni nagyobb kertészetekben és némelyik "barkácsmulti"-ban is. Ezek nagy része Kínából származik.

## Ajánlott források
- The Masters' Book of Bonsai, compiled by Directors of The Japan Bonsai Association, Kodansha: Tokyo, New York and San Francisco, 1983, ISBN 0-87011-453-0
- Harry Tomlinson. Bonsai, ford. Preininger Éva, Budapest: Park Könyvkiadó (1997). ISBN 978-963-530-928-3